# Pulse Tuned
Een Pulse Tuned uitlaatsysteem is een systeem van motorfietsen waarbij de drukgolven in de uitlaat meehelpen de cilindervulling te verbeteren.
Dit werd onder andere toegepast op de Yamaha FZR 600 uit 1989, die wel pulse tuned uitlaten had, maar vreemd genoeg niet het net geïntroduceerde EXUP, dat ook de cilindervulling verbetert.